# Санта-Ана (миссия)
Санта-Ана (исп. Misión jesuítica de Santa Ana) — миссия иезуитов на территории современной Аргентины, провинция Мисьонес.
Это одна из христианских миссий региона, основанных иезуитами в XVII веке на территории, заселённой в то время индейцами-гуарани. Собственно Санта-Ана была основана в 1633 году. С изгнанием иезуитов из испанских владений в 1767 году миссия была заброшена. Её руины с 1983 года входят в список Всемирного наследия, вместе с четырьмя другими миссиями региона.